# N115 (België)
De N115 is een gewestweg in de Belgische provincie Antwerpen. De weg verbindt Merksem met Hoogstraten. De weg heeft een totale lengte van ruim 28 kilometer.

## Traject
De N115 loopt vanaf de N1 Bredabaan in het Antwerpse district Merksem naar het noordoosten. Tussen Schoten en Sint-Lenaarts loopt de N115 quasi parallel met het Kanaal Dessel-Turnhout-Schoten. Tegenwoordig vormt de nagenoeg evenwijdig liggende A1-E19 een sneller alternatief voor de route Antwerpen - Hoogstraten.

## Plaatsen langs de N115
- Merksem
- Schoten
- Sint-Job-in-'t-Goor
- Brecht
- Sint-Lenaarts
- Hoogstraten

## N115a
De N115a is een 850 meter lange verbindingsweg in Sint-Lenaarts. De weg verbindt de N115 met de N131 via de Eester.

## N115b
De N115b is een aftakking van de N115 en vormt een ringweg rond Brecht. De weg verbindt de N115 en de N133 met de snelweg A1 E19 (de tegelijk verplaatste afrit 3, Brecht). De ringweg verzorgt ook de ontsluiting naar het treinstation Noorderkempen.
De werken aan de ring begonnen in 2007 met de aanleg van de rotonde aan de Wuustwezelsteenweg (N133) en de Bethovenstraat, het treinstation Noorderkempen en de spoorlijn voor de hogesnelheidstrein, de brug over deze spoorlijn en de fietstunnel onder de E19. In 2011 werd het stuk ringweg tussen die rotonde en een nieuwe rotonde met de Veldstraat gerealiseerd. Dit stuk loopt over de E19, waaraan ook het nieuwe op- en afrittencomplex met de E19 werd aangelegd. In 2016 werd in een derde fase de ringweg verder doorgetrokken van aan de rotonde met de Veldstraat tot aan de Lessiusstraat (N115).